# Albert de Saxe-Teschen
Pour les articles homonymes, voir Albert de Saxe (homonymie).
Albert-Casimir de Saxe-Teschen, duc de Teschen, est né le 11 juillet 1738 à Moritzburg près de Dresde et mort le 10 février 1822 à Vienne. Marié à l'archiduchesse Marie-Christine d'Autriche, il fut gouverneur-général des Pays-Bas autrichiens de 1780 à 1794. 

## Biographie

L'archiduchesse Marie-Christine (1776)

Quatrième fils et douzième des seize enfants d'Auguste III, dernier roi de Pologne de la Maison de Saxe et électeur de Saxe (1696-1763) et de Marie-Josèphe d'Autriche (1699-1757), il est entre autres le frère de Marie-Amélie, reine de Naples et de Sicile puis d'Espagne, de Marie-Josèphe, dauphine de France, mère du futur Louis XVI et de Clément Wenceslas de Saxe, dernier archevêque-électeur de Trêves qui accueillit dans sa ville de Coblence les Français opposés à la révolution. Il est l'oncle (et de plus parfois le beau-frère) des rois Louis XVI de France et Ferdinand IV de Naples, Charles IV d'Espagne, Jean VI de Portugal, Louis Ier d'Étrurie. Le grand-oncle de l'impératrice des Français, Marie-Louise.
En 1766, après la mort de son père, l'empereur François Ier, qui s'était opposé à ce projet de mariage, l'archiduchesse Marie-Christine (1742-1798) épouse Albert. Le prince de Saxe, dont la famille ne règne plus sur la Pologne depuis la mort de son père, est un piètre parti pour une archiduchesse d'Autriche. Aussi reçoit-il, du domaine de son défunt beau-père, le duché de Teschen en Silésie autrichienne.
Le privilège de Marie-Christine de choisir son mari était une faveur de sa mère l'impératrice Marie-Thérèse, les mariages des enfants impériaux étant habituellement dictés par la diplomatie et les sœurs de Marie-Christine, notamment sa cadette l'archiduchesse Marie-Amélie, durent se conformer à cet usage. Aussi Marie-Christine sera-t-elle mal aimée de ses frères et sœurs.
Oncle du futur Louis XVI, Albert de Saxe est également le beau-frère de la future reine Marie-Antoinette.   
De 1765 à 1780, il est nommé à Presbourg, gouverneur de Hongrie, puis à Bruxelles, conjointement avec son épouse, gouverneur des Pays-Bas autrichiens après la mort en 1780 du prince Charles-Alexandre de Lorraine. Confirmé dans ses fonctions par son beau-frère l'empereur Joseph II après la mort de l'impératrice (1781), le duc de Teschen ne craignit pas de faire connaître à son beau-frère le mécontentement de la population belge confrontée aux réformes radicales et brutales de la politique impériale. Cependant il ne put empêcher la révolution brabançonne de 1789, mais, fidèle à sa dynastie, il n'hésita pas à la réprimer en 1790. En 1786, le couple décide de faire un voyage incognito, sous les noms de Comte et Comtesse de Bellye, pour visiter les cotes françaises de Nantes à Dunkerque. Ils passeront 2 jours dans chaque port dont Lorient où ils admirent un bateau à quai, appartenant à Jean Peltier Dudoyer, Le Bretton, décoré pour l'occasion, et 3 jours à Brest en raison de l'arsenal. 

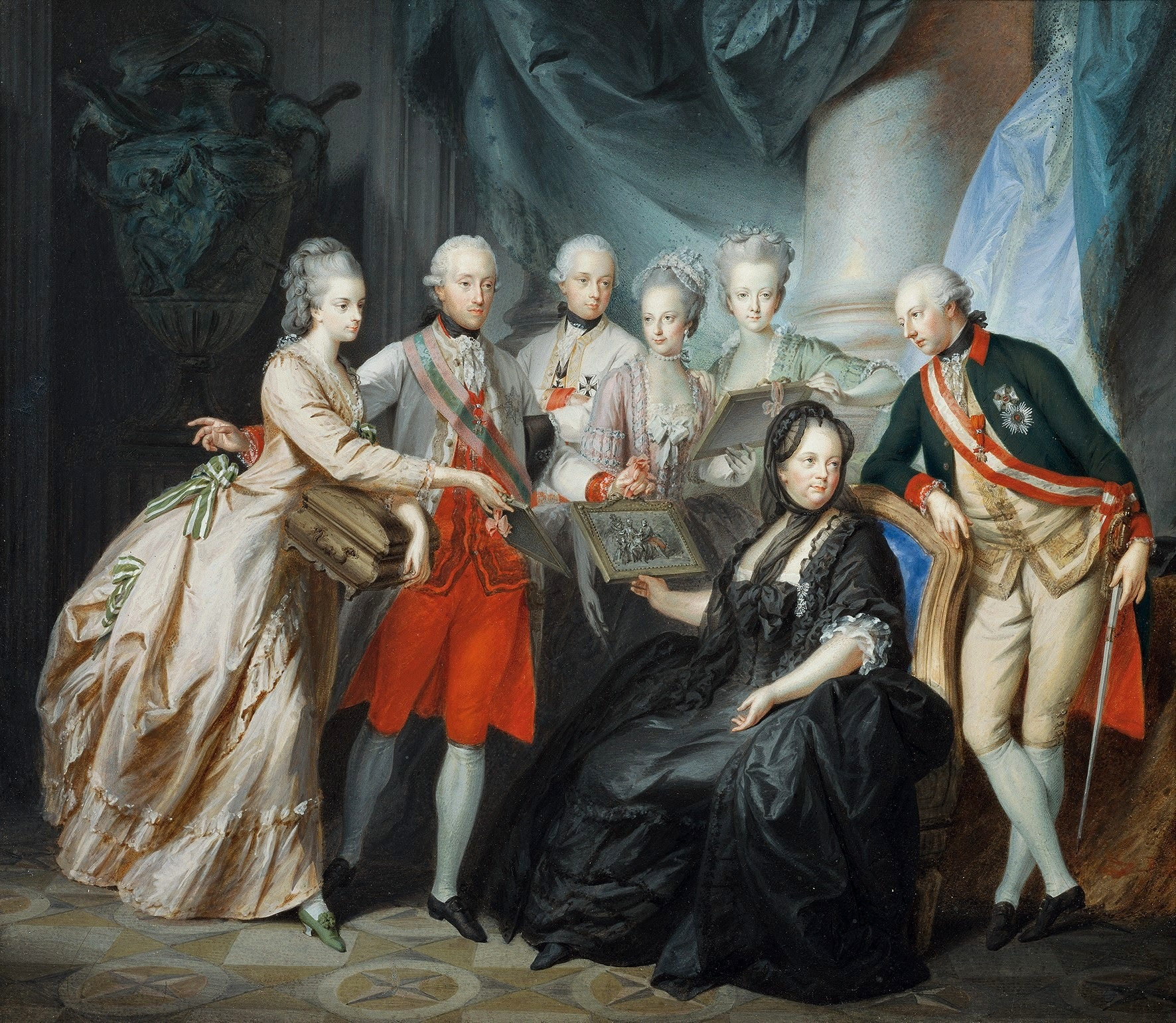
La famille impériale d'Autriche : l'impératrice, en vêtement de deuil, est assise au milieu de ses enfants présents à Vienne, de gauche à droite : l'archiduchesse Marie-Christine, son époux le duc de Teschen, l'archiduc Maximilien François, l'archiduchesse Marie-Anne, l'archiduchesse Marie-Elisabeth et l'empereur Joseph II.(Füger, 1776)

La France ayant envahi les Pays-Bas autrichiens en 1792, il prit le commandement de  l'armée impériale, fit bombarder Lille en septembre, avant de se replier. Il est battu à la bataille de Jemappes (6 novembre). Entre-temps, la monarchie française a été renversée et la famille royale emprisonnée. Le roi et la reine, ses proches parents, seront condamnés à mort, puis guillotinés.
Sans enfant, le duc et l'archiduchesse adoptèrent leur neveu, l'archiduc Charles, troisième fils du feu empereur Léopold II. Celui-ci leur succéda à la tête des Pays-Bas autrichiens en 1793, mais, malgré un talent militaire incontestable, dut se retirer devant l'armée ennemie l'année suivante. Il fut un temps question de lui faire épouser Marie-Thérèse de France, fille des défunts Louis XVI et Marie-Antoinette, récemment sortie de  sa geôle et échangée contre des prisonniers français, mais la jeune fille refusa d'épouser un « ennemi de sa patrie ».
Au cours de son gouvernorat, le duc de Teschen avait commencé à assembler une vaste collection d'objet d'art, qu'il emmena à Vienne quand il dut quitter Bruxelles sous l'avancée des troupes françaises de la Révolution en 1793. Le duc et l'archiduchesse se retirèrent en Autriche.
L'archiduchesse mourut du typhus en 1798 et le duc sexagénaire se consacra alors à sa collection d'art, qu'il léguera à son neveu et fils adoptif l'archiduc Charles.
À côté de son palais, Albert fit élever par Canova un mémorial en l'honneur de son épouse. Il mourut à Vienne en 1822 à 84 ans, après les soubresauts de la révolution et de l'empire français dans une Europe monarchique restaurée. 
Sa dépouille fut placée dans la crypte impériale à côté de celle de son épouse. Le couple repose dans les tombes 111 et 112.

## Décorations
- Chevalier de l'ordre de la Toison d'or espagnol (1738)
- Grand-croix de l'ordre de Saint-Étienne de Hongrie